# 被惡魔附身的少女
《被惡魔附身的少女》是日本漫畫家山田惠庸創作的青年漫畫。2017年開始於《週刊Young Magazine》（講談社）連載。
因為劇情內容多牽涉情色和暴力元素，故被分類為限制級漫畫。

## 故事大綱

### 世界觀設定
日本社會出現了許多年輕女性殺人案件，這些女性平時看起來都很正常且人畜無害，然而一到晚上會突然性情大變，化身成殘忍的殺人狂。社會大眾稱之為「梅杜莎症候群」，就像神話中變成怪物的梅杜莎一樣。但其實這是日本的大型企業「五菱日本重工」為研究鏡像神經元對人體的影響，暗地尋找並對特定對象實施人體實驗，令受實驗對象擁有殺人狂行為模式的影響，同時亦有其他團體暗地涉及研究，令受實驗者變成承載殺人狂人格的載體。其中「五菱日本重工」實施人體實驗的對象（梅杜莎）完全覺醒時，受實驗者會和殺人狂原型完全融合，成為擁有殺人狂能力和個性的混合體。

### 情節

#### 監獄實驗篇
主角甘城千歌原本是普通的女高中生，某天遭人陷害而幾乎快被性侵得逞，在意識不清的情況下她卻突然發狂並殺死在場的其他人，事後遭判處無期徒刑並送往「羽黑刑務所」——一間位在海上孤島的特殊女子監獄。這監獄僅關押九名囚犯，都是和千歌一樣的女性殺人犯。然而這地方並非一般的監獄，千歌受到另一位囚犯的邀請以合作對抗其他囚犯，目的是為了在這座監獄生存下去。隨著千歌逐步探索發現「梅杜莎症候群」幕後不為人知的祕密，經歷「羽黑刑務所」的殺人實驗，她陸續和其他女囚建立合作關係，這其中包含最先邀請她合作且學識淵博的鬼原小夜子、精於欺敵的前任女演員石動美依那、日俄混血兒卡秋雅·拉斯特爾古耶瓦、前性工作者切島佳憐、擅使刀劍的巴綾、曾任「編年史」樂團主唱的槇村霧子、殺手出身的黑木洋子、姊妹檔堂島瀬里和堂島真希。與此同時，千歌的兄長甘城道隆開始夥同其他熟識和「羽黑刑務所」的警員西，著手調查「五菱日本重工」執行的人體實驗，從中遏止「五菱日本重工」製造更多受害者。

#### 天童組篇、真聖教篇
在被指派殲滅「天童組」的任務中，千歌等人正式和「天童組」組長水野智己的兒子水野仁（化名「流動仁奈」）締結合作關係，獲得其協助成功殲滅「天童組」，但是「天童組」倖存人員之一的楊紅花趁亂逃走，堂島姊妹則在逃離監獄的過程中遭父親和受害者家屬設局，瀬里為保護妹妹真希遇害身亡，流離失所的真希與楊紅花不約而同被宗教集團「真聖教」吸收為成員。由於適逢「五菱日本重工」為追查失蹤調查人員的蹤跡、除去曾牽涉鏡像神經元實驗的前實驗人員龍野辰己和殲滅「真聖教」，千歌等人被派往「真聖教」的根據地展開行動，獲得道隆等人和部份當地居民從中協助，除掉「真聖教」多數核心成員，救出了因為遭受輪姦、由瀬里的人格掌管身軀的真希。卡秋雅和羽黒特別機動警備隊成員若本純被帶回「羽黑刑務所」進行治療，龍野則向千歌等人透露「五菱日本重工」操控她們的真相，取出「五菱日本重工」植入一行人體內的毒膠囊，令千歌等人擺脫「五菱日本重工」的操控，曾和千歌等人敵對的楊紅花也加入一行人。

#### 五菱日本重工篇、桐生正臣殲滅篇
為了逐步消滅「五菱日本重工」，千歌等人選擇和水野仁等人、龍野、「真聖教」倖存者聯手，陸續殺害為「五菱日本重工」執行人體實驗的人員，香澄派遣卡秋雅和新生梅杜莎成員們試圖殲滅千歌等人，反促成千歌等人、卡秋雅和新生梅杜莎成員們理解「五菱日本重工」的陰謀而聯手，潛入「五菱日本重工」本部，與此同時道隆等人也暗助千歌等人的行動。負傷的香澄以卡秋雅和新生梅杜莎成員體內被植入炸彈為要脅，要求保住父親（羽黑刑務所所長）性命才能解除卡秋雅和新生梅杜莎成員體內的炸彈，但是羽黑刑務所所長被初代梅杜莎實驗體吾妻殺害，「五菱日本重工」社長桐生正臣視鏡像元神經研究已經達成他要的目標，將相關研究人員當成棄子並重創香澄，和千歌等人交手，香澄臨死前為了報復桐生解除了卡秋雅和新生梅杜莎成員體內的炸彈，隨後桐生見局勢轉變不願拖延而逃跑。
千歌等人被帶離「五菱日本重工」總部，經由龍野和「真聖教」倖存者的治療撿回性命，道隆等人則致力向大眾傳達「五菱日本重工」進行非人道實驗的真相，救助同樣遭「五菱日本重工」實驗受害的當事者。隨著「五菱日本重工」的實驗真相被公諸於世，包含受害者及其親友們在內的群眾紛紛上街抗議「五菱日本重工」的罪刑，梅杜莎症候群實驗受害者最終被法院宣判無罪。千歌等人和新生梅杜莎成員們準備法庭判決之際，長期以來資助千歌等人的「鬍子老爹」桐生達久公布自己是前任「五菱日本重工」社長和允諾賠償受害者的真相，接著桐生達久為了遏止桐生正臣的陰謀，向千歌等人委託殲滅逃亡的桐生正臣。

## 登場人物

### 千歌一行人
以本作主角甘城千歌為首的羽黑刑務所女囚，全員皆為被五菱日本重工投藥實驗，移入精神殺戮原型的受實驗者。真聖教團討伐事件落幕後，剩餘成員脫離羽黑刑務所。後期與新生羽黑梅杜莎合流，聯手對抗五菱日本重工。
甘城千歌
本作主角，羽黑刑務所囚犯編號LB0009。故事開始前原為常盤學園的女高中生。在學時期因外貌出眾而被當作校花，個性天然呆，愛吃東西且食量相當驚人，家中除父母外，有一個海外攻讀犯罪心理學的哥哥道隆，對哥哥相當仰慕。因為母親長期安排學習芭蕾舞的緣故，練就身體的柔軟敏捷度和肌力。
某天受到打工店的女前輩邀請參與酒吧聚會，隨後被前輩設計，讓同行的男伴們伸出魔爪意圖輪姦，千鈞一髮之際千歌的「梅杜莎症候群」突然覺醒並迅速殺死在場的前輩與男性，但由於為她辯護的律師和五菱日本重工企業暗地串通，導致千歌被判處無期徒刑，以「澀谷區男女兇殺事件」主犯身份押送到「羽黑刑務所」，連父母也因為家庭受此案影響和外界抨擊，和她斷絕關係搬離原住處。入獄後被小夜子邀請合作，在實驗過程中被證實其對應的殺戮原型為亨利·李·盧卡斯，擅長運用手邊的任何器具殺害目標。處於殺人狂狀態期間的說話語氣會變得男性化，個性也會變得冷酷殘忍。
在兄長道隆抵達羽黑監獄探監期間，前者允諾會設法救出千歌，但後來道隆為調查千歌的殺人事件和羽黑監獄而闖進羽黑領地，導致處於殺人犯狀態、被間久部香澄命令追殺對方的千歌在重傷道隆並短暫恢復原本狀態道出恐懼心情後，為掩護道隆而刺傷自己、將對方推入海裡使其趁機逃走。經歷男囚實驗事件後，決心堅持至道隆援救她為止。
初期需要點火藥劑（切換成殺人犯狀態的藥劑）才會轉換成殺人犯狀態，但在天童組殲滅事件對抗天童組幹部神崎龍子的過程中，其殺人犯原型完全覺醒，導致日後只要燃起殺意便能自行切換狀態，在其他同行夥伴的幫助下成功討伐天童組組長水野智己。隨劇情發展和小夜子發展出同性愛關係。真聖教團事件成功討伐教祖零元志熊後拒絕兄長的救援，透過龍野辰己協助取出被香澄埋在體內的毒膠囊，和卡秋雅除外的其他同行夥伴與龍野達成合作協議，瞞過香澄的監視正式脫離羽黑。
鬼原小夜子（おにがはら さよこ）
羽黑刑務所女囚兼雜役，囚犯編號LB0003。為羽黑刑務所最早入獄的四名女囚之一，入獄前原為女高中生兼游泳競賽優勝者，犯下「東京女大學生連續殺人案」而入監，犯案時會刻意挖走死者大腦。因為自幼父母雙亡，讓她繼承大筆遺產，因此生活無缺。百合同性戀者，平常個性冷靜斯文，學識淵博，但在殺人狂狀態期間會變得冷血，同時受殺人犯人格侵蝕的影響而喪失原有的游泳能力。其殺戮原型為約瑟夫·門格勒，擅長運用科學知識擬定作戰策略、佈置陷阱、拷問和治療支援隊伍。
曾經和同期女囚砂川沙罗發展戀情，但在殺人實驗中親手殺害了對方，本人因為間久部香澄的幕後操作喪失了該段期間的記憶。後來在監獄中成為甘城千歌的宿舍室友，對千歌特別照顧並且格外抱有好感，加著對於監獄隱藏的黑暗面略有所知，在千歌剛來時就馬上邀請她共同合作對抗其他囚犯，並試圖挖掘監獄的秘密。第8次殺人實驗中被洋子偷襲重傷，於治療休養期間被間久部猥褻。經歷男囚實驗事件後恢復沙羅遇害事件的相關記憶，安慰勉勵千歌，隨著劇情發展和千歌成為同性愛關係。
天童組殲滅事件中為了行動方便和避免遭敵方認出，將原本的長髮剪短，因為試圖用強光燈牽制敵方行動未遂，遭天童組組長水野智己為首的人員俘虜並灌腸折磨，後來被水野的兒子水野仁（化名「流動仁奈」）出面干預和千歌解救而脫困，首次和千歌發生性關係，殺死天童組幹部烏丸勇一郎。
真聖教團篇和千歌等人潛入真聖教團的地盤展開調查，和千歌、佳憐被教主零元志熊為首的教團成員俘虜，當著千歌的面前遭零元強暴，被埋伏在教團成員裡的若本純和斯波合作救下，參與討伐教主的行動，事後透過龍野辰己協助取出被香澄埋在體內的毒膠囊，和卡秋雅除外的其他同行夥伴與龍野辰己達成合作協議，瞞過香澄的監視正式脫離羽黑。與桐生正臣一戰為保護千歌遭桐生重創，意識徘徊生死之間與沙罗等曾交往的女性交流，從導致沙罗等人遇害的陰影釋懷。
角色設計原型取材自作者2013年作品《CHARON~御神遺產~》的同名角色。
石動美依那（いするぎ ミイナ）
羽黑刑務所女囚，囚犯編號LB0004。家族劇團出身的女演員，父親是獨裁和為了金錢和女常客發生性關係的團長，身為女演員的母親外遇拋棄家庭出走，導致她自幼缺乏家庭溫暖，不但在父親的命令下開始賣身賺錢，學習討好成人的性技巧，更被許配給低端劇團的花旦演員三田國雄換取利益。後來在住院期間被五菱醫師東犀美津子進行實驗，不再被花旦和父親欺負，成為演員兼石動劇團的少班主，但作為被五菱醫師東犀進行實驗的代價，覺醒約翰·韋恩·蓋西的殺戮原型，殺害輪姦她的三名男子與至少三名兒童並棄屍河畔而入監，連家族劇團亦受此事件影響，父親酗酒過度致死被迫解散。個性機靈，擅長運用演技蒙騙混淆或讓他人鬆懈戒心，有時候會吐槽其他女囚和惡作劇，其實很關切夥伴。擅長運用魔術道具手法偷襲、設陷阱或逃脫，偶爾會使用色誘手段，令敵方掉進圈套。
其實是第8名進入羽黑監獄的女囚，在入獄後恰逢砂川沙罗死亡，承接了沙羅的囚犯編號和手環。在小夜子和千歌提出合作後，運用演技套出兩者合作的事件，警告千歌監獄裡的危險隱情。曾在殺人實驗中試圖絞殺千歌未遂，第10次殺人實驗期間因為取笑巴綾的胸圍而被對方反擊，第11次殺人實驗期間更被小夜子釋放的化學氣體迷暈。
男囚篇過後查閱監獄圖書館的書籍，發現了自己的殺人犯原型，對於體內存在著殺人犯一事感到不悅。天童組殲滅事件中殺死天童組若頭石黑守。真聖教團篇向鬍子老爹訂製特殊偽裝服潛入教團轄區展開調查，參與討伐教主的行動，事後透過龍野辰己協助取出被香澄埋在體內的毒膠囊，和卡秋雅除外的其他同行夥伴與龍野辰己達成合作協議，瞞過香澄的監視正式脫離羽黑。展開殲滅五菱集團合作醫生的行動裡，分別殺死仗著美津子勢力為虐的東犀茂夫、轉化自己的東犀美津子、欺辱她的三田國雄。
角色設計原型取材自作者2008年作品《逃離伊甸園》的角色——美依奈〈冒牌〉，在本作裡是個10歲的偽娘，其本名似乎為平治郎。
卡秋雅·拉斯特爾古耶瓦
羽黑刑務所女囚，囚犯編號LB0006。日俄混血兒，擅長海釣和麻將，對男性抱持濃厚興趣，有時候會顯現善聆聽和照顧他人的一面。出身京都地區靠海農村，兒時因為作為浴場女郎的俄裔母親歸國，與日本籍父親相依為命，但在中學時期被父親以「容貌神似母親」為由亂倫性侵，直至16歲那年親手殺害父親後，展開援助交際和四處尋覓一夜情對象的日子，最終因為覺醒殺人狂人格，陸續殺害一夜情對象而入監。其殺戮原型為安德烈·齊卡提洛，擅長運用小刀和實行偷襲、削弱、埋伏、陷阱戰，有時候也會藉著色誘手段令敵方鬆懈並展開襲擊，完全覺醒殺戮原型後會出現食人行為。
天童組殲滅事件中，藉著參與麻將牌局接近和色誘殺死天童組幹部難波一輝及其部屬，偕同佳憐主動掩護因為殺害天童組幹部谷祐二而情緒崩潰的洋子免於香澄的調查，為準備逃獄的堂島姐妹提供逃亡急用金。真聖教團擊敗根津遊理、受困火場之際，因為被羽黒特別機動警備隊成員若本純所救而對其產生好感，後來潛入真聖教團本部期間目睹友坂繪理侵犯若本純、自己同時遭曾任羽黑特別機動警備隊成員木場強暴之際，因為見識若本純屹立不搖的堅定精神及後者的言詞激勵，令殺人犯原型完全覺醒兼成功反殺木場，但被友坂傷及左眼，事後被交給香澄治療回歸羽黑刑務所，轉化她的醫生則在千歌等人肅清五菱集團合作醫生的過程被巴綾殺死。
真聖教團篇落幕後，失去左眼，右前臂則改成安裝義肢，得知若本純已有家室後決定放下這段單戀，對千歌等人尚活著的消息感到吃驚。假裝被香澄洗腦失去和千歌等人相處的記憶，與新生羽黑梅杜莎對抗千歌等人，實則和新生羽黑梅杜莎成員知花莉央合作，和千歌等人會合兼解救其他新生羽黑梅杜莎。兩派人員正式合作對抗五菱日本重工。桐生正臣逃離日本後，婉拒參與討伐桐生正臣的行動。
角色設計原型取材自作者2013年作品《CHARON~御神遺產~》的同名角色。
切島佳憐
羽黑刑務所女囚，囚犯編號LB0001。為羽黑刑務所最早入獄的四名女囚之一，被零元志熊形容其身體是數十萬分之一的名器。言談舉止常帶有性挑逗的意味，同時擁有施虐癖和受虐癖，受長期濫用藥物性交影響養成俱備抗藥性的體質，和卡秋雅合拍。性慾異常亢奮者，童年引誘親生父親發生亂倫性關係獻出初夜，導致母親離家出走，因為享受性的快感投入色情業，成為新宿紅燈區的頭牌風俗娘，以「蘿拉」的花名在風俗店「TIGER & HONEY」服務尋芳客，受經常往來的常客飯田影響出現受虐癖傾向，某日在和飯田相約進行性服務的過程中，因為飯田誆稱沒帶解鎖鑰匙，出於衝動毆打飯田致其意外死亡，此後鎖定殺害並取走鍾情男子的眼球而入獄。殺戮原型為亞伯特·費雪，擅長色誘和使用帶刺四股鞭攻擊對手，擁有徒手破壞人體的怪力，還能將身體承受的痛楚轉化成快感或透過主（被）動性高潮激發出超乎平常的物理力量。
在第11次殺人實驗被小夜子滴稀釋鹽酸折磨和持小刀切裂舌頭，導致舌頭癒合後變成分岔狀。男囚篇後因為和霧子發生肢體衝突，被西獄警出面制止。天童組殲滅事件中，色誘和殺死天童組幹部山本信三及其部屬，偕同卡秋雅主動掩護因為殺害天童組幹部谷祐二而情緒崩潰的洋子免於香澄的調查。真聖教團篇偽裝成保健老師進入轄區學校調查，與該校學生兼教徒前田聰發生性關係而獲得真聖教團的情報，但後來在深入真聖教團本部時遭教祖零元志熊俘虜施以五次「法悅」（強暴），被龍野辰己治療和取出香澄暗植的毒膠囊，交由前田聰看護，被千歌等人帶走兼正式脫離羽黑。
角色設計原型取材自作者2014年作品《DEATHTOPIA》的同名角色。
槇村霧子
羽黑刑務所女囚，囚犯編號LB0007。原為知名樂隊「編年史」女主唱，因為絞死六名歌迷而入監，但是本人並沒有作案期間的記憶。個性活潑愛惡作劇，喜歡美男子，有抽菸的習慣，過去曾在樂團步入正軌前從事包含魚店在內的多項兼職，擅長料理（持有河豚處理執照）。其殺戮原型為阿爾伯特·亨利·德薩爾沃，處於殺人狂狀態期間擅用特製鋼絲線絞殺、牽制和切裂對手，亦能使用拳擊技巧近距離攻擊。
曾經帶領羽黑女囚們在食堂準備大量菜餚作弄剛入獄的千歌，但在見識千歌的食量後甘拜下風，後來和堂島姐妹的瀨里建立交情。在男囚實驗篇對抗佛洛依德期間覺醒了拳擊技巧，同時因為特製鋼絲線於該場戰鬥損毀，轉而向鬍子老爹訂製更堅韌銳利的特製纖維絲線。天童組殲滅事件中和天童組少爺兼歌迷水野仁（化名「流動仁奈」）半強制發生性關係兼獻出初體驗，成功獲得水野仁協助，令千歌等人創造出解救小夜子和殲滅水野智己的機會，重創天童組幹部楊紅花。和水野仁有曖昧的情感關係。
真聖教團篇和美依那遇見道隆等人，確認道隆未死的消息和用意，得知道隆試圖找出治癒千歌等人的殺戮人格的方式後，攻擊道隆造成後者右眼受傷，參與討伐教主的行動。事後透過龍野辰己協助取出被香澄埋在體內的毒膠囊，和卡秋雅除外的其他同行夥伴與龍野辰己達成合作協議，瞞過香澄的監視正式脫離羽黑。
巴綾
羽黑刑務所女囚，囚犯編號LB0005。個性寡言且男孩子氣，身手敏捷矯健，擅長溪釣，非常討厭別人嘲笑她的胸部小。前期習慣獨自行動，後來和卡秋雅及千歌建立交情。其殺戮原型為都井睦雄，擅用刀劍作戰和利用地形優勢藏匿備用武器。是千歌等人裡唯一由龍野辰己經手的實驗案例。
出身偏遠村莊「日向村」，因為母親是賣春女而飽受村人歧視欺負，某日遭村童欺負時偶遇時任五菱日本重工旗下醫生龍野出面解圍，經過後者多次協助治療後開始建立信任關係，為了不再被欺負而經由龍野開發的虛擬實境系統鍛鍊作戰技巧，於在不知情的狀態被激發了都井睦雄的殺人狂人格。後來由於村裡陸續發生連續殺人事件，深入調查才發現龍野利用村民進行實驗、導致村民接連變成殺人狂，連母親也為保護她而被異變村民殺害的真相，出於母女倆飽受村民欺負和被龍野欺騙的仇恨，憤而屠殺村裡異變成殺人狂的20多名村民而獲罪入獄。
男囚篇過後於監獄圖書館調查期間，發現了自己的殺人犯原型。天童組殲滅事件中殺死天童組幹部不動勇氣及其部屬。真聖教團篇意外和龍野重逢，為查明龍野和教團合作的真相而跟隨前者潛入教團深處，不敵櫻川円的攻勢敗北，透過龍野取出被香澄暗植體內的毒膠囊。事後和卡秋雅除外的其他同行夥伴與龍野達成合作協議，瞞過香澄的監視正式脫離羽黑。
角色設計原型取材自作者2008年作品《逃離伊甸園》(エデンの檻)的角色--常磐 亞彌（ときわ あや）。
黑木洋子
羽黑刑務所女囚，囚犯編號LB0008。是羽黑刑務所裡唯一沒有犯案記錄的女囚。平常言談表現溫和，經常面帶笑容，喜歡作菜和甜食，擅長排球和鋼琴。精於使用格鬥技巧、小刀和其他武器作戰，也能模仿他人的武術。曾和真垣詩音發生性關係。其殺戮原型為亞瑟·肖克羅斯，處於殺人狂狀態期間，能夠融合過去在殺手組織鍛鍊的作戰技巧和殺人狂原型擅長的美軍格鬥術作戰模式迎擊敵方。
出身拆國地區，本名不明，原為當地殺手集團購買進組織培訓為殺手人才的代號「黑」（取自項圈的顏色代號）的兒童，和代號「紅」的少女交好，但在殺手考試中被迫和「紅」交手並殺害了對方，被殺手組織培養成視人如物的殺手。後來間久部香澄苦於研究鏡像神經元的瓶頸，從該組織招攬幾名兒童作為實驗對象，發現洋子對殺人犯原型產生共感，轉而收養她並命名為「黑木洋子」，將她送往日本的高中讀書和持續投藥觀察，最終洋子覺醒殺人犯原型，因為過去犯案期間數度藏匿被害者遺體、連警方亦無從調查，經由香澄編造刑期紀錄而轉移至羽黑刑務所。
因為過去待在殺手組織殺害「紅」的該次經歷影響，專門殺害朋友或任何聲稱喜歡她的對象，本人稱這是為了聆聽「心靈被輾碎的聲音」。天童組殲滅事件中因為和天童組幹部谷祐二交手的經歷，再度體會到受人關愛和心痛的感覺而失聲痛哭，經由卡秋雅和佳憐的掩護陪伴帶往船上的某處客房宣洩和平靜情緒。事後因為不希望谷祐二的武術、意志、溫柔就此消失，趁著療養復健期間學會谷祐二的硬氣功拳法。
康復後於真聖教團潛入篇再度和千歌等人行動，察覺卡秋雅對若本純的愛意，為了保護同伴挺身和為了替谷祐二復仇而洗腦成楊新海人格的楊紅花作戰，使用從谷祐二習得的硬氣功拳法擊敗和解放楊新海的人格，參與討伐教主的行動。事後透過龍野辰己協助取出被香澄埋在體內的毒膠囊，和卡秋雅除外的其他同行夥伴與龍野達成合作協議，瞞過香澄的監視正式脫離羽黑。
真垣詩音
羽黑刑務所女囚，囚犯編號LB0002。為羽黑刑務所最早入獄的四名女囚之一，個性豪邁驕傲，擁有空手道和拳擊的經驗，因為徒手撲殺了3名員警而入監，經由香澄的實驗覺醒阿爾伯特·亨利·德薩爾沃的殺人犯人格，和洋子是同性戀關係。曾經在監獄圖書館被千歌目睹詩音被洋子進行口交的場面。在第10次殺人實驗過後，因為被香澄發現鏡像神經元產生不穩定的跡象，被判定為實驗失敗品，最終在試圖返回臥室的期間被殺死，遺體被香澄作為實驗觀察用途。
堂島瀬里
詩音死後入監的羽黑刑務所女囚，繼任編號LB0002。為堂島株式會社社長堂島明的長女，真希的姐姐，個性強氣謹慎且愛護真希，姐妹倆同樣有過在女僕咖啡廳打工的經驗和擅長使用槍械。母親逝世後，和父親及真希共同生活，但由於五菱日本重工的實驗而覺醒蓋瑞··魯溫頓的殺戮原型，導致姐妹倆犯下連續槍擊摧毀被害者面容的「無臉事件」而入監。當姐妹倆同處於殺人狂狀態時會和真希身心交換，後期可憑藉自身意識轉化成獨立殺人狂狀態。
初抵羽黑監獄時因為霧子等人作弄真希而大打出手，將千歌捲入惡作劇中，但在海釣事件裡因為得知霧子擅長料理和持有河魨處理執照而改觀成為好友，逐漸和千歌等人建立信任關係。後來不甘五菱日本重工將姐妹倆當成實驗品擺弄，於天童組殲滅事件連絡父親兼策畫逃獄計劃，姐妹倆合作殺死天童組幹部馬場和滝川浩，威脅香澄、吾妻和高木解除監視系統並開槍射殺了高木，經由千歌等人幫助脫離羽黑警備追捕，和真希前往名古屋和父親會合，卻未料到父親為彌補被害者家屬而刻意承包名古屋港水族館頂樓，拋棄並任憑被害者家屬獵殺姐妹倆，最終瀬里遭被害者遺族圍攻重傷，為保護真希再度切換成殺人狂狀態，重傷力竭而亡，遺體則被羽黒特別機動警備隊回收。
真聖教團篇中，被教團吸收的真希試圖槍殺小夜子時，其幻象現身於真希的面前制止她向小夜子痛下殺手。後來真希在轉化儀式被教團成員輪姦洗腦之際，由瀨里的人格接管真希的身體幫助千歌等人對抗教團，隨同千歌等人脫離羽黑、對抗五菱重工。瀨里的人格運用真希的身體潛入羽黑與完全轉化殺戮人格的吾妻交戰期間，因為看見吾妻將自己的遺體製成標本而憶起自己死亡、依附真希身軀一事，將身體掌控權還給真希。
堂島真希
詩音死後入監的羽黑刑務所女囚，囚犯編號LB0010。為堂島株式會社社長堂島明的次女，瀨里的妹妹，平常個性弱氣且依賴瀬里，但在處於殺人犯狀態期間個性會變得殘忍，姐妹倆同樣有過在女僕咖啡廳打工的經驗和擅長使用槍械。由於五菱日本重工的實驗而覺醒泰迪斯·魯溫頓的殺戮原型，導致姐妹倆犯下連續槍擊摧毀被害者面容的「無臉事件」而入監。當姐妹倆同處於殺人狂狀態時會和瀨里身心交換，瀨里死後則可轉化成獨立殺人狂狀態。
初抵羽黑監獄時因為遭霧子等人作弄，導致瀬里和霧子大打出手，還將千歌捲入惡作劇中，但後來逐漸和千歌等人建立信任關係。天童組殲滅事件中偕同瀬里展開逃獄計劃，姐妹倆合作殺死天童組幹部馬場和滝川浩，經由千歌等人幫助脫離羽黑警備追捕，和瀨里前往名古屋和父親會合，卻未料到父親為彌補被害者家屬而刻意承包名古屋港水族館頂樓，拋棄並任憑被害者家屬獵殺姐妹倆，經由瀨里掩護逃出的真希因為喪姊導致心靈迷失方向，被真聖教團吸收為教徒的一份子。真聖教團篇被真聖教團教祖零元志熊鎖定為次任宿身人選，在轉化成荼吉尼的血之儀式遭眾多男性教徒輪姦失貞和志熊洗腦，讀取志熊的記憶，由瀨里的意識接管身軀，事後和卡秋雅除外的其他同行夥伴與龍野達成合作協議，瞞過香澄的監視正式脫離羽黑。瀨里的人格運用真希的身體潛入羽黑與完全轉化殺戮人格的吾妻交戰期間，因為瀨里看見吾妻將自己的遺體製成標本，加著真希意識覺醒取回身體控制權，真希借用瀨里的愛槍對抗吾妻。
知花莉央
千歌等人脫離羽黑刑務所後，香澄創造出來的新梅杜莎成員之一。說話語尾帶有「唄」的口音，喜歡喝酒。其殺戮原型為理查·史派克。初登場時調侃卡秋雅和若本純的關係。與卡秋雅、新生羽黑梅杜莎成員接受香澄指派討伐千歌等人，避開香澄的監視向洋子和楊紅花透露卡秋雅假裝被香澄洗腦、實則計劃和千歌等人會合解救新生羽黑梅杜莎成員。桐生正臣逃離日本後，未參與討伐桐生正臣的行動。
八神葵
千歌等人脫離羽黑刑務所後，香澄創造出來的新梅杜莎成員之一。富有異於常人的正義感，平常正直守規矩，但切換成殺戮模式後專門殺死法律無法制裁的犯罪者，也因為個性作風，故時常主動幫助羽黑刑務所管理梅杜莎成員。入獄前原為女警，因為殺死5名少年犯、1名黑警、2名美軍被判入監，透過香澄的實驗獲得卡波布魯諾·弗洛里斯巴爾特·迪·奧利貝拉及須通過二次點火觸發的佩德羅·羅德里格斯·菲略的殺戮原型，但因為在殺人實驗與梅杜莎成員相殘而受懲處綁上拘束帶。初登場時與神崎交手，在香澄指派卡秋雅和新生梅杜莎們討伐千歌等人期間，獲知包含香澄的計劃在內的五菱日本重工陰謀，轉而幫助千歌等人。桐生正臣逃離日本後，婉拒參與討伐桐生正臣的行動。
拉法艾拉·貝斯提亞
千歌等人脫離羽黑刑務所後，香澄創造出來的新梅杜莎成員之一。經常手持口琴，喜歡釣魚，對寶石有病態般的迷戀。義大利裔美國人，主營業務在日本的貿易商的女兒，因為連續搶劫寶石店兼殺害店員、保安共計15人，殺害要求分贓的團夥成員而獲罪入監，透過香澄的實驗獲得卡洛斯·羅夫萊多·普奇及須通過二次點火觸發的查爾斯·惠特曼的殺戮原型，擁有高準度的狙擊能力。對八神葵重視規矩的性格作風頗有微詞。
初登場時與神崎交手，在香澄指派卡秋雅和新生梅杜莎們討伐千歌等人期間，獲知包含香澄的計劃在內的五菱日本重工陰謀，轉而幫助千歌等人。在桐生正臣逃離日本、梅杜莎症候群實驗受害者獲得再審宣判無罪後，成為羽黑刑務所最先出獄的受刑者，婉拒參與討伐桐生正臣的行動。
吉竹響
千歌等人脫離羽黑刑務所後，香澄創造出來的新梅杜莎成員之一。神崎擔任摔角選手時期的同隊後輩。因為所屬摔角團隊經費不足，為賺取收入兼任看護期間鎖定殺害持有資產的長者，造成摔角團隊被迫解散，透過香澄的實驗獲得胡安娜·巴拉薩及須通過二次點火觸發的弗裡茨·哈曼的的殺戮原型。對八神葵重視規矩的性格作風頗有微詞，視神崎為勁敵。初登場時與神崎交手，在香澄指派卡秋雅和新生梅杜莎們討伐千歌等人期間，獲知包含香澄的計劃在內的五菱日本重工陰謀，轉而幫助千歌等人。在桐生正臣逃離日本後，為了處理自身官司，婉拒參與討伐桐生正臣的行動。

### 道隆和其他協助者
甘城道隆
千歌的兄長，攻讀犯罪心理學的海外留學生，是個極度妹控。因為千歌覺醒殺戮狀態犯案期間人在國外求學，故對於此事毫不知情，直至歸國後發現原本的住家人去樓空寫滿民眾謾罵字詞和雜誌報導，加著探視千歌後對該起案件產生疑心，再度潛入羽黒刑務所運用微型攝影器材調查，發現羽黒刑務所對千歌等人進行非法實驗的事實，並以此契機認識同樣對羽黒刑務所存疑的西獄警兼建立合作關係。後來在被千歌為首的羽黑梅杜莎們追殺期間，遭千歌砍成重傷並推入海裡，透過事先同意合作的船長協助脫困，同時被五菱日本重工鎖定為追殺目標，為了解救千歌篤定決心揭發五菱的陰謀。
在深入調查的過程中，認識同樣被五菱日本重工作為實驗對象的高中生西園寺玲音和橫濱風俗女連續殺人案主犯二葉真央，幫助玲音破解須藤醫師的陰謀和實驗真相，令玲音成功擺脫五菱日本重工的操控。天童組殲滅事件後獲知「庇護號」失事和堂島姐妹逃脫的事件，直覺此事和千歌等人有關，偕同胡桃澤和麗香深入調查真聖教團，但在和霧子和美依那相遇期間，被霧子傷及右眼，與千歌等人重逢合作瓦解真聖教團，被千歌拒絕調查解除梅杜莎症候群後離去。
「五菱日本重工」討伐事件中仍選擇支援千歌等人，討伐事件過後，道隆等人致力向大眾傳達「五菱日本重工」進行非人道實驗的真相，救助同樣遭「五菱日本重工」實驗受害的當事者解除洗腦。
江口
道隆的舊友，是名法界人士，有名擔任律師的女友佐田島（さだしま）。在道隆返鄉得知千歌犯下殺人案入獄期間，受其委託調查案件內幕而察覺審理流程的疑點。道隆闖入五菱日本重工領地調查並逃脫後，掩護道隆免於被五菱日本重工追緝。對於道隆極度的妹控行為感到不以為然。
胡桃澤秋穗
文経出版社的女性記者，給人散發知性氣質的印象，但是酒品不佳，醉酒後會發酒瘋，私人生活習慣也很邋遢。因為曾經請求上司讓她調查千歌殺人案件被駁回，在秋葉原女僕咖啡店藉酒消愁發脾氣，被當時在店裡聚會的江口和道隆留意其存在，後來在道隆險遭五菱日本重工的刺客擄走之際出手救援，理解道隆試圖調查五菱的動機，遂同意合作兼藉機探索「梅杜莎症候群」的秘密。
深入調查過程中，對於造成一切事端的五菱日本重工感到憤怒。在真聖教團篇試圖透過教團臥底的斯波前輩取得情報，遭對方攻擊之際獲得山田麗香的解危，跟著道隆、麗香等人合作瓦解真聖教團，與解除洗腦的斯波會合兼獻上敬意。
「五菱日本重工」討伐事件中仍選擇支援千歌等人，討伐事件過後，跟著道隆等人致力向大眾傳達「五菱日本重工」進行非人道實驗的真相，救助同樣遭「五菱日本重工」實驗受害的當事者解除洗腦。
西園寺玲音
二葉真央住院期間認識的女高中生，田徑部社員。單親家庭出身，父親過世後因為母親病弱，兼職擔任送報員維持家計。1年前因為韌帶受傷，住院期間遭須藤投藥和進行實驗，移入理查德·切斯的殺人狂原型，並且在接受治療期間向真央表達不安。後由於殺人狂原型的刺激，殺害鄰居飼養的鸚鵡和咬傷好友古田飼養的寵物狗「猴吉」，試圖攻擊古田之際及時被道隆制止，但被目擊此景的主婦散布消息，遭田徑部顧問熊谷藉機約談性侵犯之際，被透過道隆說明瞭解實情的古田出手解危。玲音經由古田的說明選擇相信道隆，刻意按照道隆的指示不服用須藤給與的藥劑，成功揭發須藤的實驗手法並教訓了後者一頓。事後回歸田徑部，透過古田的陪伴走出陰霾。
真聖教團篇裡獲選為奧運會預選選手，於放學返家期間遭犬養穗花襲擊，及時因為路經此處的古田報警處理而脫險。
角色設計原型和後期成為奧運會預選選手的設定取材自作者2013年作品《CHARON》的同名角色。
古田
玲音的同校田徑部部長兼同級好友，喜歡唱卡拉OK和玩電玩，寵物為一隻威爾斯柯基犬「猴吉」。初期在道隆試圖接近玲音展開調查的期間，誤認道隆意圖不軌而拒絕後者接近玲音。後由於發現玲音攻擊「猴吉」、自己亦險遭襲擊時被道隆出面擋下攻擊，察覺事態有異遂向道隆追問並得知玲音出現異常行為的幕後真相，在田徑部顧問熊谷藉職權威脅和性侵犯玲音之際，趕到現場擊暈熊谷為玲音解危，趁機用手機拍下和散布熊谷露出重要部位的不雅照，導致熊谷被迫辭去教職。說服玲音接受道隆的幫助，成為揭發須藤的關鍵人物之一。
真聖教團篇裡於放學返家期間撞見犬養穗花試圖襲擊玲音，及時通報警方到場處理，令穗花被迫中斷行動而離去。
山田麗香
真聖教團轄區的學校女清潔人員，為人正派，擅長合氣道，是卡秋雅欽佩敬重的對象。原本是該校教師，因為對真聖教團踏進村莊造成居民異樣感到不滿，加著察覺兒子邦裕失蹤產生疑心，遂辭去教職以清潔人員的身分臥底調查。真聖教團篇遇見同樣潛入校園臥底調查的卡秋雅並指導清掃訣竅，目擊了卡秋雅和根津遊理發生衝突的場面，闖進根津遊理監禁卡秋雅的房間展開救援行動，意外發現兒子邦裕的頭骨導致情緒崩潰露出破綻，在該處因為根津遊理的失誤引燃大火、被卡秋雅請求外出求援期間偶遇若本純，遂委託後者救出卡秋雅。事隔幾日偶遇遭斯波攻擊的胡桃澤並順勢解危，偕同道隆和胡桃澤深入調查真聖教團。真聖教團教祖和高層幹部被殲滅後，為身受重傷的斯波治療。
斯波恭介
自由記者兼胡桃澤秋穗的前輩。原本是抱著取材挖掘內幕的心態，試圖潛伏進真聖教團調查，被教祖發現並強制性交施予「法悅」而被洗腦成教徒。真聖教團篇在胡桃澤準備套問情報期間試圖攻擊對方，被山田麗香及時制止而自動離去，趁著教團成員不留意時潛入囚禁真希的房間準備解救她，發現後者不在便透過房間設製的暗道追蹤其行蹤，意外窺見友坂繪理玩弄若本純和木場強暴卡秋雅的場面，意識到有人前來援救真希的事實，稍後由於若本純透過自身意識挺住友坂的玩弄並激勵卡秋雅「讓心裡的傢伙硬起來」，令躲在旁邊的斯波連帶受其言詞激勵，鼓起勇氣闖入現場推開牽制若本純的友坂，間接創造機會幫助卡秋雅成功反殺木場，為反抗友坂遭後者刺傷鼻部。友坂被殺死後向若本純坦誠真實身分，決定幫助羽黑人員對抗真聖教團，和若本純現身支援千歌、小夜子、佳憐，在協助千歌、小夜子、若本純潛入教團深間期間，為保護小夜子遭新藤玲衣開槍擊中心臟重傷。
真聖教團教祖和高層幹部被殲滅後，被麗香帶離現場治療與胡桃澤會合，正式脫離真聖教團。「五菱日本重工」討伐事件中仍選擇支援千歌等人，討伐事件過後，待在海外致力向大眾傳達「五菱日本重工」進行非人道實驗的真相，使得「五菱日本重工」的非法實驗被公諸於世。
安藤
身型魁梧的年長女士，千歌等人駐留東京期間的房東，是該地區的店主和地主。個性豪邁，喜歡觀賞小劇場的劇團表演，擁有能夠空手擊退拋飛成年男子的怪力。在千歌等人駐留東京期間關照一行人。
夏樹冬雪
家族劇團「夏樹劇團」的花旦，容貌陰柔似女性的青年，遭五菱的東犀院長植入阿納托利·斯利夫科的殺戮原型而獲得催眠他人的技能，更殺了兩名女演員。在千歌等人為了殲滅五菱旗下的醫生展開行動期間，與同為劇團演員出身的美伊那產生相惜情感，志願幫助千歌等人對抗東犀茂夫等人。後來為了替千歌爭取時間，遭東犀茂夫等人輪姦，以心理控制手法讓東犀茂夫的部屬被舞台垂幕附加布條的吊死，但被東犀茂夫重傷，死前與美伊那吐露心聲，要求她忘了自己和帶著笑容活下去。遺體被帶回真聖教團舉辦葬禮，美伊那則依照冬雪的意願，讓「夏樹劇團」扛下冬雪此前殺害劇團演員和造成冬雪遇害的罪行。
夏樹遙香
家族劇團「夏樹劇團」的成員，冬雪的姊姊，是「夏樹劇團」少數仍抱有善良心性的人員。因為身為女性不被家族劇團重視，看盡家族的醜態，後來在千歌等人為了殲滅五菱集團旗下的醫生展開行動期間，透過千歌等人理解五菱集團的內幕，志願和冬雪幫助千歌等人。千歌等人離去前，將先前收到的禮金歸還給千歌，為此前誤解一行人致歉，被千歌嘉許舞蹈技巧而感動落淚。

### 羽黑刑務所
隸屬五菱日本重工旗下，專門收押「梅杜莎症候群」重刑犯患者進行鏡像神經元研究的私營型海上監獄，獄裡的囚犯必須定時勞動和作息，還會受五菱日本重工研究人員的操控與監督進行殺人實驗。
砂川沙羅
羽黑刑務所最早入獄的四名女囚之一，美依那入監前的前任囚犯編號LB0004。原本和小夜子發展出同性愛關係，但後來在殺人實驗中被處於殺人狂狀態的小夜子殺害。過身後由美依那承接其手環和囚犯編號。遺體被吾妻製成蒐藏標本。在「五菱日本重工」討伐篇小夜子被桐生重創命危之際，與其他曾和小夜子交往的女性出現在小夜子的精神世界，讓小夜子從過往的罪惡感釋懷。
坂上和成
男囚篇登場的重刑犯，因為犯下多起性侵、殺人和人口買賣案而入監，透過間久部所長幕後操作從岐阜縣監獄轉移至羽黑刑務所。在男囚篇偕同村田試圖非禮千歌和小夜子未遂，反被小夜子用筆刺瞎和取出右眼，被吾妻制止攻擊行為後返回男囚宿舍。夜間實驗（第12次殺人實驗）期間親眼見證其他男囚們遭羽黑的梅杜莎們殘殺、被佛洛依德當成洩慾對象雞姦並目睹前者被霧子殺害，心生恐懼之餘開始對過往犯下的罪行感到後悔，結果在決心自首和試圖逃離島上時再度遭遇小夜子，求饒未遂反遭後者開槍射殺。
村田勉
男囚篇登場的重刑犯，坂上的小弟，因為殺人罪而入監，透過間久部所長幕後操作轉移至羽黑刑務所。在男囚篇偕同坂上試圖非禮千歌和小夜子未遂，被吾妻制止攻擊行為後返回男囚宿舍。夜間實驗（第12次殺人實驗）期間遭遇千歌和調換至瀨里身體的真希，試圖猥褻千歌時被真希開槍破壞右耳、下體、右眼，失血過多致死。
芝原邦夫
男囚篇登場的重刑犯，原為小學教師，因為對多名小學女生性侵而入監，透過間久部所長幕後操作從旭川監獄轉移至羽黑刑務所。在男囚篇試圖在廁所非禮美依那，被吾妻制止攻擊行為後返回男囚宿舍。夜間實驗（第12次殺人實驗）期間再度遭遇並試圖猥褻美依那，反落入了美依那的圈套被手銬困住四肢，最終遭後者用項鍊絞死。
矢野竜介
男囚篇登場的重刑犯，因為毒品案而入監，透過間久部所長幕後操作轉移至羽黑刑務所。在男囚篇試圖非禮卡秋雅未遂，被吾妻制止攻擊行為後返回男囚宿舍。夜間實驗（第12次殺人實驗）期間和美濃遭遇巴綾，美濃遇害後遭巴綾持柴刀殺害。
美濃秀男
男囚篇登場的重刑犯，因為和某位已婚女性有染而殺害對方的丈夫，後因為自己感情劈腿事發而殺了該名已婚女性而入監，透過間久部所長幕後操作從府中監獄轉移至羽黑刑務所。在男囚篇試圖在圖書館非禮堂島姐妹未遂，被吾妻制止攻擊行為後返回男囚宿舍。夜間實驗（第12次殺人實驗）期間和矢野遭遇巴綾，結果被巴綾揮刀斬斷下顎以上的頭部而死。
佛洛伊德·金
男囚篇登場的重刑犯，曾為拳級冠軍的性慾異常者，因為犯下多起性侵殺人案而入監，透過間久部所長幕後操作轉移至羽黑刑務所。在男囚篇試圖非禮霧子未遂，遭巴綾持利器反擊，被吾妻制止攻擊行為後返回男囚宿舍。夜間實驗（第12次殺人實驗）期間強行侵犯坂上，遭遇霧子和調換至真希身體的瀨里的襲擊，出拳歐傷霧子和打暈意識回歸身體的真希，再度試圖強暴霧子未遂，反讓她的鏡像神經元活化並覺醒拳擊技能，最終被霧子出拳反擊並利用剩餘的鋼絲鋸線和重心原理，吊死在廢屋的樑上。
水谷俊之
男囚篇登場的重刑犯，以強暴為目的殺死某戶人家的母子三人、但因為是少年犯而獲緩刑，透過間久部所長幕後操作轉移至羽黑刑務所。在男囚篇試圖非禮洋子但被後者擊退，被吾妻制止攻擊行為後返回男囚宿舍。夜間實驗（第12次殺人實驗）期間再度遭遇洋子和隨行的小夜子，因為出言挑釁兩者，被洋子投擲多枚小刀正中要害而亡。
今田勇太郎 （兄）/ 今田幸太郎（弟）
男囚篇登場的雙胞胎重刑犯，因為涉及槍枝買賣而入監，透過間久部所長幕後操作轉移至羽黑刑務所。男囚篇於自以為佔便宜的情況下，被佳憐色誘發生性關係和牽制行動，被吾妻出面制止後返回男囚宿舍兼譏笑其他男囚。夜間實驗（第12次殺人實驗）期間再度遭遇佳憐和隨行的卡秋雅，經不起兩者色誘發生性關係，結果勇太郎被佳憐用兩手反折頭部致死，幸太郎則被卡秋雅趁隙持刀攻擊倒地並以女上男下的姿態殺死。
大谷悟
男囚篇登場的重刑犯，千歌性侵未遂案的加害死者大谷志郎的兄長。自幼和志郎相依為命，為了替弟弟出氣而殺了嘲諷志郎的情侶檔而入監，透過間久部所長幕後操作轉移至羽黑刑務所。得知志郎遭千歌殺害後，於男囚篇的夜間實驗（第12次殺人實驗）期間再度遭遇千歌，試圖為弟弟報仇未遂，反被千歌用計挑釁露出破綻、遭對方用電鋸的絞練綁住頭部並絞斷雙眼而死，卻導致事後解除殺人狂狀態的千歌因為此事殘留心理陰影並短暫出現進食障礙。
間久部
羽黒刑務所的所長，間久部香澄的父親。表面對入監服刑的女囚聲稱會猶如父親般照顧她們，實則對女囚們抱持變態的想法，樂衷觀賞女囚們廝殺的影像。曾經在第8次殺人實驗後猥褻中傷休養的小夜子，和香澄有父女亂倫性行為，亦曾藉著職權之便數度強暴猥褻吾妻。後期在香澄投藥讓吾妻變成艾德·蓋恩的殺戮模式後，不顧香澄的警告再度侵犯吾妻，結果被吾妻制伏並以下體抵住嘴部排尿的方式，被後者的尿意窒息而死。
西
羽黒刑務所的獄警，為人冷徹正直，喜歡釣魚，但不擅應付女性裸體。原本是任職岡山刑務所的警察，因為試圖檢舉長官貪污未遂，反遭長官誣衊陷害而被貶職調動至羽黒刑務所。在執勤過程中逐漸發現羽黒刑務所實施非法實驗的真相、加著發現甘城道隆試圖入侵羽黒刑務所調查的事件影響，以此事為契機和道隆建立合作關係，決心要揭發羽黑刑務所和五菱日本重工的黑幕。天童組殲滅活動事件過後，因為小夜子和千歌在海釣期間被海流捲到某座無人小島，和美依那抵達該處援救兩者，卻撞見小夜子和千歌的性接觸場面而感到吃驚。
真聖教團事件落幕後，負責接引新的梅杜莎患者抵達羽黒刑務所。
丸田
羽黒刑務所的獄警，為人世故，是佳憐的粉絲。曾勸諫西不要過分深入調查羽黑的內幕。在天童組殲滅活動事件裡，因為暗地向天童組提供佳憐除外的千歌等人的資料，導致天童組提早發現千歌等人入侵「庇護號」的消息，本人則因為被天童組發現隱匿名單而被拷問毒打了一頓。
吾妻
羽黒刑務所裡隸屬五菱日本重工的新人警備員，外型是個面有雀斑的年輕女性，有同性戀和戀屍癖傾向，討厭男人。表面擔任西的助手，其實是香澄的部屬。過去曾經是名小偷，被香澄納入實驗計畫，成為鏡像神經元激化殺人犯人格的初代實驗體。其殺戮原型為艾德·蓋恩，會將鍾意對象的遺體製成標本蒐藏。有時會出於個人意識幫助羽黑的梅杜莎們和反抗香澄，亦因此數度被香澄和間久部部長以干預實驗的懲戒為由猥褻性侵，對摧毀自己人生的五菱日本重工懷有恨意。
千歌等人脫離五菱日本重工後，被香澄投藥令殺戮原型完全覺醒變得瘋狂殘忍，開始取用人類遺骨作為武器，與千歌等人為敵，更殺死了再度侵犯她的間久部部長，最終與控制真希身體的瀨里決戰過程中，由於瀨里看見自己被製成遺體的標本而將身體控制權歸還真希，被取得瀨里愛槍的真希反擊敗北，失血過多讓覺醒殺戮原型的藥效退散，向趕來的霧子透露自己身為初代實驗體、暗中幫助卡秋雅和西免於洗腦失憶與梅杜莎們反抗五菱日本重工的實情，悲憤咒罵五菱日本重工後死去。霧子對其反抗五菱日本重工與暗助一行人的意志和貢獻表達敬意。
鬍子老爹 / 桐生達久
經常出入羽黒刑務所，幫助羽黒囚犯和刑務所人員對外訂購物品的業務商人，喜歡年輕的女孩。在千歌剛入獄時贈與拉杜麗的馬卡龍作為賀禮。男囚篇因為想要欣賞女囚們穿運動服的姿態，舉辦排球賽並以栗蓉塔作為優勝者獎品。天童組殲滅事件前被霧子委託訂製特製的纖維線。真聖教團事件中，提供仿真人的特製纖維裝給美依那作為偽裝道具。
五菱日本重工被揭發非法實驗後，揭露其真實身分為前任五菱日本重工前任社長兼桐生正臣的父親桐生達久，15年前將社長職位和公司經營權交接給兒子，因為兒子正臣逃逸再度回歸社長職責，代表公司向梅杜莎症候群實驗受害者提供補償（含訴訟費、重返社會支持，身故者補償）。向千歌等人發佈除掉正臣的委託。
羽黑特別機動警備隊
羽黒刑務所特設的警備隊，全員皆俱備柔道和劍道的國家級猛將實力，專門針對逃脫和暴動事件出面作出處置。堂島姐妹逃獄事件裡，將協助姐妹倆的千歌等人逐一制服並押回囚車，負責回收瀨里的遺體。真聖教團潛入篇受命潛入教團轄區展開調查，但由於友坂繪理的背叛導致人員傷亡。
葉
羽黑特別機動警備隊隊長，其妹妹與若本純為夫妻關係。帶領小隊進入真聖教團轄區調查，但因為友坂繪理的背叛導致人員傷亡，自己則被教團囚禁挨餓長達數日。後由於千歌等人和若本純的行動成功脫困，幫助千歌等人聯手對抗教團，獲得香澄協助治療回歸羽黒刑務所。
若本純
羽黑特別機動警備隊隊員，個性剛強且意志堅定，與隊長葉的妹妹結婚並育有兒子若本良。因為隊長帶領小隊進入真聖教團轄區調查後音訊全無，直覺隊長等人遭遇不測，為了查明真相於真聖教團篇偕同隊友支援千歌等人。根津遊理意外引發火災後，偶遇逃出火場求援的山田麗香，受委託闖進火場救出卡秋雅而獲得後者的好感。潛入真聖教團本部期間先後遭楊紅花、友坂繪理、木場設局襲擊，當著卡秋雅的面前被友坂繪理侵犯，被迫目睹曾為同僚的木場強暴卡秋雅，但透過自身意識挺住友坂的玩弄並激勵卡秋雅「讓心裡的傢伙硬起來」，令卡秋雅的殺人犯原型完全覺醒兼意外激勵了躲在角落旁觀的斯波，從而讓斯波鼓起勇氣反抗友坂兼創造機會幫助卡秋雅成功反殺木場。與斯波偽裝成教徒潛入教團最深處，成功救下小夜子，與千歌等人合作對抗教團。
事後對香澄啟用毒膠囊試圖銷毀千歌等人和視人命如草芥的態度感到憤怒，同時對卡秋雅心生敬意。千歌等人潛入羽黑期間，因為職責緣故和誤認與千歌等人拋棄卡秋雅，千歌等人與為敵，但經過卡秋雅運用手機通話冰釋誤會。正臣逃逸、五菱日本重工被揭發非法實驗後，隨著羽黑特別機動警備隊解散卸除職務，將自己的聯絡方式留給卡秋雅。
木場
羽黑特別機動警備隊隊員，左半臉毀容的男子。偕同警備隊調查小隊進入真聖教團轄區調查，遭友坂繪理在內的真聖教團成員襲擊導致全軍覆沒，自己也被友坂蹂躪成為聽命於她的俘虜。千歌等人和若本純潛入真聖教團本部期間，偕同友坂設局襲擊若本純和卡秋雅，受友坂唆使當著若本純的面前強暴卡秋雅，未料若本純挺住友坂的玩弄並激勵卡秋雅「讓心裡的傢伙硬起來」，令後者的殺人犯原型完全覺醒，最終木場因為斯波闖入現場襲擊友坂而一時分神，被覺醒狀態的卡秋雅逮到機會刺中雙眼和頸動脈致死。

### 五菱日本重工
桐生達久
五菱日本重工的前社長，桐生正臣的父親。在15年前卸任，知悉正臣的惡行後在各方面支援千歌一行。在正臣失蹤後再度出任五菱日本重工的社長一職，在記者會中承諾對一眾受害者作出賠償。
桐生正臣
五菱日本重工的社長，發起兼資助研究鏡像神經元的關鍵人物，渴望藉著鏡像神經元的研究，重現古今中外名人的知識和才能。過去曾以傭兵身份經歷多場戰役，擅使八極拳。在琉璃子死後，殺害了琉璃子的生父，並娶琉璃子的生母為妻。在女兒誕生後，透過製造交通意外殺害妻子和兩名兄長。過去在間久部香澄和龍野辰己競爭鏡像神經元研究項目負責人期間，因為龍野的實驗成效不符自己的理想和引發「日向村屠村事件」，選擇將研究項目負責人的職位交給香澄。原本和天童組組長水野智己為商業同夥，但由於水野想利用五菱日本重工的技術培訓人工殺人狂，判定水野觸及自己的底線，以此命令香澄向羽黑刑務所的梅杜莎們發佈除掉水野的任務。故事後期判定香澄和相關研究人員失去利用價值，準備帶琉璃子遠走高飛，將多數參與研究的人員滅口，導致香澄重傷致死，對抗千歌等人與新生梅杜莎後自行離去。為了逃避追捕而乘坐私人都市船「阿克隆」流亡到非洲附近的公海。
三上
五菱日本重工社長桐生正臣的貼身部下，負責向社長報告攸關梅杜莎症候群患者的殺人實驗報告。故事後期偕同社長遠走高飛。
琉璃子
影響桐生正臣投身鏡像神經元研究的關鍵角色，在藝術、學術、音樂皆嶄露頭角的天才少女，要求桐生當她的騎士。被有強姦前科的釋囚姦殺後，意識被植入至桐生正臣的女兒同時也是自己同母異父的妹妹的腦內。
間久部香澄
主持研究鏡像神經元相關實驗兼任羽黒刑務所駐診的女醫生，羽黒刑務所所長的女兒，吾妻的上司。為了研究不擇手段，在羽黒刑務所藉著矯正之名，對羽黑刑務所的梅杜莎症候群患者們進行訓練殺人狂的實驗。利用鏡像神經元向受實驗者體驗程式化的殺人狂經歷，前期會刻意消除受實驗者在殺人期間的記憶，待時機成熟便會代替桐生向梅杜莎患者們發布殺人任務。與父親、高木、吾妻有著不正常的性關係。昔日和龍野辰己是五菱日本重工研究鏡像神經元的競爭同僚，經過競爭勝出後成為主持研究項目的負責人。數年前為了實驗觀察用途，收養和資助洋子抵達日本求學。
曾經要求千歌等人除掉闖進羽黒刑務所領土調查的道隆，但因為千歌暗地掩護道隆逃走而以失敗告終，向千歌等人發佈獵殺男囚的實驗任務。天童組殲滅事件裡被堂島姐妹威脅解除監視和釋放兩者，要求千歌等人除掉堂島姐妹，但在千歌等人選擇放過姐妹倆後，被千歌和吾妻陸續毆打了一頓，下令千歌等人返回監獄後暫時禁足反省。
真聖教團潛入篇向千歌等人宣布真希被吸收進真聖教團的消息和殲滅教團的任務，為防千歌等人叛變而事先在她們體內暗植溶血性的毒素膠囊，向秋津說明羽黑梅杜莎患者們和真聖教團荼吉尼們的差別，事後顧及巴綾、佳憐、千歌被洗腦的可能威脅，啟用毒素膠囊試圖銷毀除了卡秋雅以外的一行人，但由於龍野將千歌等人安置在設定電波暗房的手術房，導致毒膠囊與仿生攝像頭無法順利發揮作用，向若本純坦承自己已創造新的梅杜莎症候群患者取代千歌等人，派遣卡秋雅和新生梅杜莎除掉千歌等人未果，反促成兩派人員合作。故事後期被千歌等人重創失去左臂，向千歌等人提出確保父親安全的交涉條件，換取解除安裝卡秋雅和新生梅杜莎體內的炸彈，但隨著父親被吾妻殺死、桐生正臣將所有參與研究相關人員當成棄子，自己也被桐生正臣重創，臨死前為報復對抗桐生正臣選擇解除卡秋雅和新生梅杜莎體內的炸彈，啟用「群同步點火」系統讓卡秋雅和新生梅杜莎在共享意識的狀態迎擊桐生正臣。
高木
香澄的年輕部屬，參與研究鏡像神經元相關實驗的研究者，擅用科技裝置。初期恐血且對香澄的實驗執著感到不認同，但在見證詩音解剖腦實驗的過程中，目擊鏡像神經元活躍的場景感到驚訝，被香澄引誘發生性關係而逐漸接受其想法。曾因為詢問香澄是否可將消除記憶儀器帶回大學牟利，遭前者抹除記憶。天童組殲滅事件裡偕同香澄試圖勸阻準備越獄的堂島姐妹，結果自己反遭瀨里近距離開槍破壞左半頭部而當場死亡。
秋津
香澄的年輕部屬，於真聖教團篇接替死去的高木成為研究鏡像神經元相關實驗的研究助手，向香澄提問有關羽黑梅杜莎症候群患者們和真聖教團荼吉尼們的差別。
須藤
愛慶醫院協助治療玲音和真央的駐診醫生，表面看似溫和，實則為人冷酷。受五菱日本重工指使向醫院患者投藥激發殺戮原形，是暗地向玲音、真央和半年前住院的千歌投藥兼進行實驗，導致三者出現殺人狂人格的罪魁禍首。後來潛入醫院調查的胡桃澤錄下相關對話交給道隆，須藤則被偽裝成五菱日本重工員工的道隆套話道出了真相，遭裝睡偷聽而得知真相的玲音飛踢教訓了一頓，懼於被五菱日本重工滅口，遂同意交出所有實驗患者名單給道隆。東窗事發後被五菱日本重工調離愛慶醫院封口，由内田篤遞補愛慶醫院的職缺。真聖教教團篇被胡桃澤鎖定為持續調查目標。
内田篤
須藤的導師，慶聖醫院的醫生，是掌握梅杜莎症候群秘密的關鍵人物。過去出於實驗和利益目的接近當時擔任占卜師的零元志熊，扶持後者成立真勝教團，卻在過程中和志熊萌生戀情。在須藤事跡敗露後，接替前者擔任愛慶醫院的實驗進行者兼駐診醫生。後來被調往真勝教團的總部執行任務，成為教團幹部。
在真勝教團篇和教團幹部分別參與了楊紅花和真希的轉化儀式（輪姦），與教團成員對抗千歌等人，最終為了幫助餘命不多的志熊續命，以自身壽命為代價（反安慰劑效應），與之交合告白後力竭死去。
東犀茂夫
「東犀醫院」的醫生，同時是該醫院院長東犀美津子的兒子。個性持強欺弱，實則工作能力低下，因為無法轉化梅杜莎，便藉由母親代勞、向上級捏造實驗成果的方式賺取鉅額資金，被千歌等人當成肅清目標。後來夥同部屬輪姦幫助千歌等人的夏樹冬雪，持刀將冬雪刺成重傷致其死亡，最終和千歌、美伊那交戰期間，透露自己的母親參與梅杜莎實驗的情報，被美伊那持短刀殺死，首級則被美伊那帶給東犀美津子。
東犀美津子
「東犀醫院」的醫生兼院長，東犀茂夫的母親。過去曾經因為善待飽受家族欺辱的美伊那而被她當成恩人，其實是設局轉化美伊那和夏樹冬雪、發布視頻間接造成美伊那遭輪姦的主使者。雖然一度對夏樹冬雪心生好感，但由於冬雪無異間說出將她當成母親的言語而心生不滿，轉而移情和美伊那的未婚夫三田國雄私通。美伊那殺死東犀茂夫為冬雪復仇後，連同三田國雄被千歌與美伊那尋線找到，最終被美伊那持短刀殺死，美伊那則因為憶及曾受其關照的過往，為她的死去流下淚水。
御陵印基
主導梅杜莎實驗的經理，向桐生正臣報告數名和五菱集團簽訂合約的醫生接連遇害的消息。

### 天童組
隸屬大範圍暴力團伙明石會派系的極道組織，於「庇護號」事件裡遭五菱日本重工派遣羽黑刑務所的梅杜莎們瓦解。後由水野仁成為繼任領導者。
水野智己
天童組時任組長，個性殘酷，面對犯錯的部屬和叛徒毫不留情，但對幹部級成員們則會視同「家人」。對鍛鍊肌肉臀部有異樣迷戀執著。擁有足以殺死熊的蠻力和受軍事訓練的技術經驗。因為向桐生要求讓出梅杜莎相關技術，被桐生視為撈過界線而列為肅清對象。長期對兒子水野仁實施性侵犯。
天童組殲滅事件初期拷問並殺了和五菱日本重工串通的部下，帶領組員登上客輪「庇護號」舉行任職組長的慶功宴會，接獲羽黑派遣梅杜莎們準備取其性命的消息，要求幹部們提高警戒。曾一度和幹部們俘虜兼折磨小夜子，被仁設局調虎離山，導致千歌得以趁機救人，後來在大廳和剩餘的幹部們對抗羽黑梅杜莎，獨自制伏佳憐、卡秋雅、美依那、堂島姐妹和試圖保護霧子的仁，但由於被梅杜莎們連續消耗體力，令肌肉力道衰竭，最終和千歌決戰的期間被擊中多處要害，遭設局以頭上腳下的姿勢從四樓墜落，來不及反應便被正下方附有粗繩帶的短鐵柱貫穿身體，在無法使出力氣掙脫的狀態被千歌絞殺，失血過多而亡。
水野仁 / 流動仁奈
天童組組長水野智己的兒子，仰慕霧子的狂熱歌迷，習慣穿著女裝活動的少年（偽娘），以天童組少爺身份活動時會放下長髮並穿著男裝，說話語氣也會變得冷徹陽剛。因為長期被父親性侵犯而懷恨在心，為避免被侵犯養成穿女裝的習慣。化名的姓氏「流動」則是取自母親。
在客輪「庇護號」活動期間認出並在附設卡拉OK包廂接近霧子，因為獲知霧子為梅杜莎成員兼天童組的殲滅目標，不願見及她被組內成員追殺折磨而半強制地發生性關係。出於痛恨父親和支持霧子的理由，反戈幫助千歌等人救出小夜子和設局陷害水野智己。事成後和霧子吻別，與千歌等人建立聯繫，邀請神崎京子成為他的「利牙」。
千歌等人瞞過監視脫離羽黑後，與神崎為物色美杜莎抵達羽黑刑務所，對於香澄宣稱處置掉包含霧子在內的千歌等人感到不悅。在真聖教團的九龍教團和楊紅花、千歌等人重逢，加入對抗五菱的計畫。
其外表非常像黑髮的美依奈(曾被美依奈本人吐槽過兩人長得有點像這點)。
神崎京子
天童組的幹部兼打手，過去是職業女摔角手，因為身形結實和個性好戰執著而時常引人側目。在天童組殲滅事件裡對於水野組長等人灌腸折磨小夜子的舉動感到不以為然，再度前往浴場洗澡期間，意外被同樣在公共浴場洗澡的巴綾穿走了原本的衣物，後來偶遇千歌並與之交手，被千歌扯下左耳兼設局踏上導電的海水而觸雷落海。事後搭上仁所在的救生艇，為尋求再度和千歌交手的機會，接受邀請成為支持仁的「利牙」。
隨同水野仁造訪羽黑期間，因為不滿香澄宣稱處置掉千歌等人，重傷香澄的頭部。在真聖教團的九龍教團和楊紅花、千歌等人重逢，加入對抗五菱的計畫。
烏丸勇一郎
天童組的幹部兼打手，雙目失明的使劍高手，能藉著讓關節鬆弛令肢體伸展（軟骨功），擁有敏銳的感知能力。過去擔任刑警執行調查任務期間，因為遭黑道拷問失去視力，連警視廳亦為此將其拋棄不顧，失意之際被水野收留成為旗下幹部。在天童組殲滅事件一度讓小夜子和美依那陷入苦戰，參與了折磨小夜子的事件，後來在客輪「庇護號」大廳陸續與美依那和巴綾交手，準備和巴綾分出高下之際，被出現在後方的小夜子持刀貫穿頭部致死。
馬場ハリー
天童組的幹部兼打手，精於泰拳，擁有能夠踢破牆壁的腳力。在客輪「庇護號」裡一度被小夜子用強光燈暴閃牽制行動，於水野折磨小夜子、被仁使技調離客房後，因為察覺事態異常，跟著石黑、楊紅花搭乘電梯查看，發現谷等人遇害的事實。後來和卡秋雅交戰，藉著跳拜師舞觀察環境間擬定作戰策略，結果被堂島姐妹趁隙持槍近距離射穿頭部而死。
石黑守
天童組若頭，擅長針灸和通曉穴道知識的針灸師，是水野的專屬按摩師。家庭方面有妻管嚴傾向，有名和美依那同齡的女兒並對她抱持扭曲想法。在客輪「庇護號」參與水野的就任慶功宴，說明五菱日本重工的計劃。後來參與了折磨小夜子的事件，和馬場、楊紅花搭乘電梯查看船艙裡的狀況，碰巧撞見佳憐將水野從高樓投擲至地面的場面，趁著美依那和堂島姐妹行動的空檔，將美依那帶往附設茶寮用針灸限制行動兼試圖非禮她，反被美依那趁機取用針器安置私處刺傷重要部位，遭後者用針器刺中麻痺穴道後絞死。
谷祐二
天童組資深幹部兼組長的前任保鑣，同時是楊紅花的單戀對象，擅長中國拳法中的硬氣功，全盛時期曾獨自扛起保鑣職責，後退居二線。在客輪「庇護號」舞廳和洋子共舞期間，認出她為天童組追殺的梅杜莎成員，對其產生好感兼當面求婚，表示有意尋找律師協助她獲得自由。被洋子反擊後曾獨自制伏洋子、卡秋雅、佳憐，但因為一時疏忽，被身受重傷的洋子利用戒指的刺針近距離擊發子彈雷管，遭子彈貫穿心臟。臨終前向洋子表達喜愛之情，道出「人生而自由，被命令殺人是很無趣的」的遺言便含笑而逝，導致洋子情緒崩潰並失去戰意。事後洋子為確保其意志和拳法得以傳承，特意鍛煉其生前精通的拳法，作為記念谷祐二的方式。
山本信三
天童組的幹部，經常和水野打高爾夫。在客輪「庇護號」和自己的小弟們被佳憐色誘發生性關係，被後者殺死小弟們後，見及誤認佳憐背叛的卡秋雅闖進客房，試圖威脅佳憐反遭後者奪去眼球並殺害。事後被卡秋雅取用其衣裝作為偽裝手段。
難波一輝
天童組的幹部，擅長打麻將，對於組內特別警戒小夜子一事抱持疑心。後來和小弟們打麻將期間，邀請卡秋雅加入牌局，認出對方為梅杜莎成員兼天童組的殲滅目標，被卡秋雅色誘至公共廁所發生性關係期間試圖絞殺對方，反被卡秋雅利用事先調整過的免治馬桶線管導引伏特加灌腸導致急性酒精中毒，遭斬落性器失血過多而亡。隨後小弟們也遭遇了同樣的下場。
赤尾学
天童組的幹部，詐欺事業慣犯。烏丸的劍道友人，有名相貌標緻的妻子和稚齡兒子。後來幹部擄獲扮成小夜子的千歌帶往專屬客房問話期間，見到千歌殺死穴村感到驚愕，隨即被千歌取用胸前的鋼筆刺中心臟而死。事後被水野指示馬場和神崎將兩者的遺體拋進海裡進行水葬。
不動勇氣
天童組的幹部，身型異常肥胖壯碩且擁有過人的破壞力，當脂肪和汗水結合時，甚至可讓利器的攻擊無效化。在客輪「庇護號」附設電影院和帶領小弟們和巴綾交手，小弟們被殺害後，一度利用自身特性困住巴綾使其陷入苦戰，但由於在行動期間偶然被觸及重要部位引起生理反應，導致巴綾得以趁隙脫困，最終被憤怒的巴綾斬落投影布幕限制行動，切裂成多枚碎片而死。
穴村讓二
天童組的幹部，女性高中生人口買賣慣犯兼女用內褲控，擁有摸過和看過特定款式內褲便能記住的特殊技能，被水野稱為「Joe」。在客輪「庇護號」自由活動期間，奉水野智己的命令搜尋小夜子的下落，因為伸手撩起千歌和美依那的裙擺觸碰內褲，被兩者當成色狼教訓了一頓。後來幹部擄獲扮成小夜子的千歌帶往專屬客房問話期間，因為透過觸摸內褲識破千歌的偽裝，結果被千歌徒手扭轉頭部而重傷致死。事後水野指示馬場和神崎將穴村和赤尾的遺體拋進海裡進行水葬。
滝川浩
天童組的幹部兼武器調整負責人，離婚後和年輕的後妻再婚。在客輪「庇護號」裡攜帶弗蘭基SPAS-12戰鬥霰彈槍帶領小弟們在機關室追殺堂島姐妹，小弟們遇害後試圖開槍發動攻擊，結果忽略週遭環境反擊中週遭環境的多重金屬管，遭反射的子彈群擊中頭部，隨即被調換至瀨理身體裡的真希奪槍射殺而死。
楊紅花
天童組幹部，擅長拳法的中國籍女殺手，原本是中國的黑社會人士，因為透過黑道仲介轉移至天童組，同時單方愛上了谷祐二，稱其「谷先生」。待在客輪「庇護號」期間，於水野折磨小夜子、被仁使技調離客房後，因為擔心谷的安危而決定和石黑、馬場離開客房查看，發現了谷等人遇害的事實。在客輪附設酒吧和霧子交手，被霧子用高硬度纖維織成的手套施展拳擊正中面部敗北，導致牙齒損毀，趁著船上乘客逃生期間出手攻擊堂島姐妹，揚言不會放過梅杜莎等人並從逃生出口離去。
為了向千歌等人復仇而志願加入真聖教團，化名為「利路卡」（剛入教時因為臉上的傷還沒好，因此一開始與教團成員一同出現時頭上戴著紙袋）和安裝合金義齒，經過和教祖及幹部們的輪姦儀式、虛擬實境和敏感度藥劑催化而洗腦成楊新海的殺人犯人格，原本的人格則被取而代之。向友坂繪理請纓鎖定洋子、卡秋雅、若本純發動攻擊，但在和洋子對決期間被其使出谷祐二的硬氣功擊敗，導致楊新海的人格被解放而恢復原本的人格，轉而幫助洋子找到被囚禁的真希，與千歌等人聯手對抗真聖教團。
真聖教團事件落幕後脫離教團，與千歌等人暫時留在真聖教團的城寨生活，後來和水野仁（仁奈）、神崎等天童組成員重逢，加入一行人對抗五菱。
健二
天童組成員，初登場時因為五菱日本重工串通事跡敗露，被水野、馬場、石黑拷問後拋進客輪「庇護號」運作中的機械裡絞死。
浩志
天童組成員，在水野就任天童組組長晚宴開始前，前往水野的客房通知後者，結果被水野以打擾鍛鍊為由強制進行性行為處分。

### 真聖教團
以「甲州九龍城」 為活動根據地，暗地進行洗腦催眠創造殺人狂和殺害非教團的「梅杜莎症候群」患者的教團。組織階級制度分明森嚴，經常以宗教名義讓信徒進行群交行為，要成為核心幹部成員的信徒必須透過數日禁食和群交轉化儀式洗腦成殺人狂人格。真聖教團篇被千歌等人和道隆等人合作瓦解，僅有少數人員倖存。
零元志熊
真聖教團教祖，雙性人，平樹的撫養者。擁有透視人心和透過「人體透視」能力預知對方行動的特殊能力，經常藉著宗教名義讓信徒進行群交行為，對於任何試圖刺探教團的外人會予以懲戒。兒時雙親死於交通事故，在能力覺醒後的成年憑著占卜維生，因為在人體健康方面擁有過人的預知能力令顧客為之折服，為實現救助世人的願景被內田篤扶持成立真聖教團，同時愛上內田。
真聖教團篇強制讓試圖刺探教團的友坂和斯波轉變成教徒，對楊紅花實行轉化儀式，活擒千歌、小夜子、佳憐，當著千歌和佳憐的面前強暴小夜子，因為自身罹患腦瘤預知自己不久於人世決定將教團交給平樹繼承，但由於平樹被千歌反殺、埋伏在教團成員裡的若本純和斯波趁機趕到現場支援令計劃生變，有意將佳憐當成自己的宿身。後和佳憐性交導致壽命驟減，發現香澄暗埋在佳憐體內的毒膠囊而命令龍野進行移除手術，與教徒們對真希實施轉化儀式，意外讓瀨里的人格附諸於真希，最終志熊獲內田捨命延長壽命，被千歌等人用亞麻籽油潑灑地面引發火災牽制行動，和千歌對峙期間被斬斷陰莖，回憶起自己的人生經歷和感謝對方為他帶來解脫，隨即被千歌切斷喉嚨，向內田告白後傷重致死。
事後留在火場的日世里取走他的首級，根據曾在轉化儀式讀取其記憶的真希所稱，志熊救助他人的真正用意是其實是藉此救贖自己，但由於愛上內田才彌補內心的缺口。其人格與生殖器經由五菱日本重工的實驗，移植在日世里的身上，策畫向千歌復仇。
內田篤
詳參被惡魔附身的少女#五菱日本重工
七瀨奈津子
真聖教團女性幹部，擁有橫綱頭銜的女子相撲世界選手權優勝者，被教主賜名為「彌勒」。身型高大魁武且擁有過人的怪力，還能夠抵禦致命性的毒素，對友坂繪理抱持著異樣迷戀的情感。透過教團洗腦覺醒艾琳·烏爾諾斯的殺戮原型。參與了楊紅花的轉化儀式，在羽黑梅杜莎們闖進教團深處期間，為了保護友坂而出面和千歌及小夜子交手，一度令兩者陷入苦戰，後來小夜子趁著七瀨和千歌交手期間發現建築物採用液化石油氣的結構，趁隙潑灑加熱的酒和投擲燃火的領巾在七瀨的臀部上，製造機會援護千歌共同前往廁所躲避七瀨的追擊，最終七瀨因為急於保護友坂、未及時撲滅身上的火焰，落入小夜子設計的陷阱而踏進液化石油氣密集外洩的客廳，引發了氣爆並被炸成重傷失去下半身，臨終前聽見小夜子感謝她的話語，誤認為友坂向她致謝而含淚死去。
別所真理央
真聖教團男性幹部，被教主賜名「達加」。透過教團洗腦覺醒開膛手傑克的殺戮原型。在二葉真央死後取走其持有的勾鐮當作武器。瞧不起因為身為教祖養子而驕傲的平樹，險些與平樹爆發衝突，被七瀨和聰出面制止。參與了楊紅花的轉化儀式，在霧子和美依那透過土村潛入九龍城深處期間，持武器斬傷保護美依那的土村，和霧子及美依那展開對決，一度牽制兼剪斷霧子的絲線令其墜樓受傷，後被穿著鬍子老爹特別訂製偽裝的美依那擒抱限制行動，試圖掙脫未果而被對方從高處抱著摔落地面慘死。
新藤玲衣
真聖教團女性幹部，透過教團洗腦覺醒弗雷德里克·格雷厄姆·杨 （页面存档备份，存于）的殺戮原型，藉著攝取有毒物質練成毒性體質，使用武器是附毒的手爪和能夠噴出毒乳的乳房。參與了楊紅花的轉化儀式後，出手攻擊發現真希的楊紅花、洋子。後來和教徒對抗試圖潛入教團深處的千歌、小夜子、若本純、葉、斯波，因為一時不防，遭小夜子從後方握住乳房噴出含毒的乳汁牽制京極，背部中兩劑無法分解的劇毒倒地，死前開槍射中試圖保護小夜子的斯波。
平樹
真聖教團轄區學校的男學生，教祖零元志熊的養子兼預定教祖繼承者，個性驕傲且熟水性，擁有「雙重關節」的特殊體質。其殺人犯原型為亨利·李·盧卡斯，對擁有同樣殺人犯原型的千歌產生濃厚興趣，稱呼千歌「另一個我」。在真聖教團篇和偽裝成轉學生的千歌成為同班同學，趁著放學期間正式和千歌及佳憐交手，日世里短暫加入戰局後，跟著日世里返回教團本營，參與了楊紅花的轉化儀式。在零元帶領教團成員活擒千歌、小夜子、佳憐，觀看零元強暴小夜子的舉動後，和千歌展開對決，意圖將千歌、小夜子、佳憐、犬養姐妹當成洩慾對象，因為一時大意被千歌踢中重要部位而失去平衡，被千歌用足部勒住頸部制伏倒地，雖透過零元指派的教徒援護爭取時間重新起身，仍在決鬥過程中遭千歌趁機奪走兼使用棍棒從肛門貫穿身軀，重傷身亡。
角色設計原型取材自作者2013年作品《CHARON》的角色--木島平 樹（きじまだいら いつき）。
龍野辰己
真聖教團的技術顧問兼醫生，利用藥物洗腦和催眠術協助教團進行殺人狂實驗，促使更多的殺人狂覺醒，不同於間久部香澄的實驗手法，龍野是透過洗腦消除受實驗者原有的人格，再覆蓋上程式化的殺人狂人格，令受測者擁有殺人狂的記憶。過去和間久部香澄同樣在五菱日本重工研究鏡像神經元相關實驗，爭奪計劃總監的職位，四年前抵達巴綾居住的「日向村」擔任駐診醫生，利用自身開發的虛擬實境系統和假借駐診治療名義，陸續將包含巴綾內的許多村民轉化成殺人狂，成為兩年前「日向村屠村事件」的導火線，但由於桐生認定龍野製造殺人狂的該次實驗已踰越界線且和自己的理想目標不同，被奪去記憶和逐出五菱日本重工。失憶後被真聖教團收留，透過教祖協助恢復部分記憶，為了向香澄和五菱日本重工復仇，運用自己的技術製造殺人狂和五菱日本重工抗衡。
真聖教團篇被間久部香澄列為殲滅目標，再度和巴綾重逢，誆稱自己當年想要在實驗結束後接引巴綾共同生活，試圖勸服她反戈未果，將她引至櫻川円所在的房間對戰，取出香澄植入巴綾體內的毒膠囊解析成份，受教祖指示取出佳憐體內的毒膠囊。教祖和教團高層被滅後正式投降，幫助千歌等人避開香澄的監視和後者的毒膠囊作用，與脫離羽黑的千歌等人達成合作協議。「五菱日本重工」討伐事件後，負責醫治千歌等人。
友坂繪理
真聖教團成員，七瀨奈津子的迷戀對象。原為五菱日本重工的首席諜報人員，受命潛入教團調查，被教團擄獲洗腦後轉化成泰德·邦迪的殺人狂人格服侍教團，成為五菱日本重工和教團之間的間諜，殺死了來自五菱日本重工、承載「山腰絞殺手」肯尼斯·比恩齊和安傑羅·博諾殺人狂原型的兩名梅杜莎。
初登場時藉著調查教團為由，將羽黑特別機動警備隊引入陷阱，親手強暴兼將羽黑特別機動警備隊成員木場納為俘虜。受五菱日本重工命令，將千歌等人安排進教團轄區，帶領千歌、小夜子、佳燐踏入教團深處，不敵千歌等人的攻勢，轉向幹部七瀨奈津子求援。躲藏期間意外竊聽到卡秋雅暗戀若本純的對話，偕同木場設局襲擊和凌辱若本純、卡秋雅，未料到躲藏在暗處的斯波恭介受若本純的言詞激勵，現身推開友坂，導致木場分神被卡秋雅反殺；友坂則在刺傷斯波後對抗殺人原型完全覺醒的卡秋雅，在反抗過程中用指甲刺傷後者的左眼和試圖用電擊棒反擊，被卡秋雅咬破喉嚨兼用突出的手骨重傷腹部，臨死前恢復成洗腦前的人格並想起潛入教團的任務，來不及將有關教主的情報轉達給羽黑監獄和五菱日本重工便重傷致死。事後被若本純、斯波、千歌取得生前遺落的影音檔案，得知零元的預知能力情報。
京極
真聖教團的武術教頭，受聘於教團負責擔任守門護衛。與新藤玲衣和教徒對抗試圖潛入教團深處的千歌、小夜子、若本純、葉、斯波，最後被千歌斬殺。
土村
真聖教團的網格長兼轄區魚店老闆，擁有可出入教團高層地區的權限，五年前目睹妻子車禍喪生後便獨自撐起店鋪。真聖教團篇讓前來臥底調查的美依娜和霧子在店裡幫忙，私底和兩者晤談期間，因為美依娜的偽裝外型讓他想起了已故的妻子，情不自禁地和處於偽裝狀態的美依娜發生性關係，同意帶領兩者會晤教團幹部，為了保護美依那而被真理央斬傷。真理央死後獲得美依那的協助治療和感謝。
櫻川円
真聖教團轄區學校的女學生兼信徒，單親家庭出身，雙親離婚後和母親與手足們生活，過著飽受母親和手足排擠的日子，轉而離家在教團的住宅樓獨自生活，被龍野洗腦誘惑成為最初洗腦培訓的「荼吉尼」。平常個性溫和重友誼，喜歡鯛魚燒且擅長運動，但在處於殺人犯狀態期間甚至會不分敵我發動攻擊。其殺人犯原型為艾德蒙·艾米爾·肯培三世，擅長使用長柄巨錘作戰。仰慕龍野。
初登場時曾獨自解決兩名羽黑特別機動警備隊成員，於真聖教團篇和偽裝成轉學生的千歌成為同班同學，還和巴綾建立短暫的友誼，但在後者的身分曝光後，被教徒用真言洗腦喚醒殺人犯人格，出手殺害了教徒和同學，轉而和巴綾為敵並被傷及右眼。後來在教團根據地經由龍野安排再度和巴綾交戰獲勝，千歌等人殲滅教祖和高層幹部後，試圖向千歌等人動手時被龍野及時制止，受龍野委託觀察從千歌和佳憐體內取出的毒膠囊。「五菱日本重工」討伐事件後，負責支援龍野救治和帶走負傷的千歌等人。
角色名字和外觀設定取材自作者2013年作品《CHARON》的同名角色。
前田聰
真聖教團轄區學校的男學生兼信徒，被列為預備洗腦的候選者，平常以學生的身分在校園活動，夜晚則會負責擔任教團「深間」的守門人員，被平樹和日世里稱為「小聰」。真聖教團篇遇見以保健老師身份抵達學校臥底的佳憐，獻出自己的初體驗和後者發生性關係。後來暗地向佳憐提供教團裡的路線和幹部情報，負責看護與志熊交歡後的佳憐，在教團廚房向潛入教團的道隆等人提出幫助佳憐逃走的條件，幫助道隆等人潛入「深間」。事後與櫻川、龍野會晤千歌等人。與佳憐建立性愛關係。
相良羽瑠
真聖教團轄區學校的女學生兼信徒。兩年前被母親帶來教團轄區居住成為普通信徒，因為不適應信教的生活和母親的管束，渴望離開教團轄區見識外界。真聖教團篇和偽裝成轉學生的千歌成為同班同學，偶然遇見潛入教團調查的道隆和得知教團殺人的事件，為爭取離開轄區的機會遂同意幫助道隆等人提供情報，向前田聰說明教團暗中殺人的實情。
角色外觀設定類似作者2013年作品《CHARON》的角色--アイシャ・マラーク・ザファル。
根津遊理
真聖教團轄區學校的女學生兼信徒，為人孤僻，喜殘殺動物，被教主賜名為「祿剎」。其殺人犯原型為傑佛瑞·丹墨，專門殘殺肢解和分食被害者，樂衷蒐藏展列被害者的遺體。過去剛轉進學校期間，因為不滿學校教師兼麗香的兒子邦裕試圖關切她的事情，動手殺害並藏起對方的頭蓋骨。初登場時殘殺了五菱日本重工的特別警備隊員，和偽裝成轉學生的千歌成為同班同學。後來在學校廁所和卡秋雅發生衝突，躲過後者的爆裂陷阱，將卡秋雅和麗香帶往自己的空間，結果在試圖透過性行為和卡秋雅對抗的過程中，因為疏於防備而遭對方用暗藏於腸道裡的劇毒暗器擊中肛門，被自己配戴的假陽具機關裡的硫酸灼傷臉部，最終不慎踩到邦裕的頭蓋骨失足跌倒，撞破油燈引發火災而被當場燒死。
角色名字和外觀設定類似作者2013年作品《CHARON》的角色--根津 旺理（ねづ おうり），不過在本作裡設定是男性。
高橋
真聖教團信徒，在教祖和其他高層幹部被殲滅後，接受日世里的命令將真理亞帶離陷入火場的深間。
犬養真理亞
真聖教團信徒，犬養三胞胎中的一人，同時是三胞胎裡唯一沒被洗腦成殺人犯的人。平常和日世里隨侍在教祖身邊，得知妹妹穗花的死訊，決定為穗花復仇。協助楊紅花完成轉化儀式。志熊被千歌殺害後，接受日世里殉教前的命令，被高橋帶離火場作為教團象徵的倖存者招集和保護信眾，成為繼任教祖。與千歌等人、天童組合作對抗五菱。「五菱日本重工」討伐事件後，與植上志熊的生殖器被改造成雙性人的日世里重逢。
犬養日世里
真聖教團轄區學校的女學生兼信徒，犬養三胞胎中的一人，其殺人犯原型為鄧尼斯·尼爾森。經常和真理亞隨侍在教祖身邊。真聖教團篇和偽裝成轉學生的千歌成為同班同學，向千歌說明教團根據地「甲州九龍城」和轄區的概況。為了幫死去的穗花復仇，潛入學校接近千歌，介入平樹和千歌、佳燐之間的戰鬥，返回教團本營後協助楊紅花完成轉化儀式。在千歌等人、若本純、葉討伐教祖期間試圖絞殺霧子未果，親眼目睹志熊和千歌的決鬥而被千歌的戰鬥姿態折服，志熊被千歌殺死後，要求真理亞逃出火場，自己則留在內田和志熊的身邊。事件落幕後帶著志熊的首級被香澄所救，加入五菱集團，接受五菱的實驗手術與志熊合而為一（由志熊的人格控制身體，移植志熊的生殖器），準備報復千歌等人，結果與佳燐性交的過程被其奉獻精神和性技折服。
「五菱日本重工」討伐事件後，心智幼化失去記憶，回歸真聖教團和真理亞重逢。
角色設計原型取材自作者2013年作品《CHARON》的同名角色。
犬養穗花
真聖教團轄區學校的女學生兼信徒，犬養三胞胎中的小妹，被教主賜名為「卡瑪拉」。其殺人犯原型為湯米·林恩·塞爾斯。為了解放梅杜莎們體內的殺人狂，陸續對包含玲音在內的對象發動攻擊，趁著夜間率領教徒襲擊羽黑梅杜莎們在轄區附近的據點，一度牽制千歌的行動，但由於美依那用計幫助千歌擺脫束縛，被制伏後遂透露真希被吸收進教團準備進行轉化成荼吉尼（教團對女性殺人狂的稱呼）的消息，趁機咬傷千歌的喉嚨試圖殺死對方，最終被千歌持小刀劃破頸動脈，失血過多致死，其餘的隨行教徒也多被小夜子和霧子殺死。
高橋
真聖教團轄區學校的女學生兼信徒，和偽裝成轉學生的千歌成為同班同學，向千歌說明教團根據地「甲州九龍城」和轄區的概況。
魚住
真聖教團轄區學校的女學生兼信徒，和偽裝成轉學生的千歌成為同班同學，向千歌說明教團根據地「甲州九龍城」和轄區的概況。
理奈/美紗
真聖教團轄區學校的雙胞胎女學生兼信徒，和偽裝成轉學生的千歌成為同班同學。

### 其他角色
大谷志郎
千歌性侵未遂案的當事者之一，大谷悟的弟弟。故事開始的半年前，因為偕同千歌的前輩和友人們設局試圖強暴千歌，結果在場五人全被覺醒殺人狂人格的千歌利用手邊器具殺死。
清水
擁有20年資歷的中年警察，為人善良和藹，有名和千歌年齡相仿的女兒，對於千歌被判處重刑一事抱有疑問。在千歌移送至羽黑刑務所前負責照顧她，自掏腰包請她吃飯後約定等她出獄再一起吃可樂餅。後來在協助將二葉真央移送至羽黑刑務所之際，委託真央代為轉達自己和千歌的約定，隨即目擊真央遭襲擊死亡而感到震驚。
熊谷
玲音和古田學校裡的田徑部顧問老師。為人心術不正，在玲音攻擊他人事件傳出來後，藉著教職權勢約談玲音有關城南大學體育保送資格的事件，趁機侵犯她，結果被趕來為玲音解危的古田擊暈和拍下照片存證，事發後因為被古田散發不雅照而被迫辭職離校。
二葉真央
玲音在愛慶醫院住院治療期間偶遇的19歲少女，原本是尖端恐懼症患者，因為盲腸炎住院期間被擔任主治醫生的須藤醫生暗中進行實驗計劃，移入開膛手傑克的殺人犯原型，受此影響陸續鎖定和殘殺賣春女子而被判刑。待在看守所期間，向道隆透露發生在自己身上的可疑跡象，但被警衛中斷對話未能透露更多相關細節。真聖教團篇將被移送至羽黑刑務所之際，被真希持砲從遠程攻擊，導致身軀斷成兩截，重傷死亡。生前持有的勾鐮則歸別所真理央所有。
角色外觀設定取材自作者2014年作品《DEATHTOPIA》的角色星宮舞夜。
「紅」
數年前被拆國的殺手組織買進來培訓的少女，和當時代號「黑」的洋子有著同性愛般的關係，允諾未來要共同獲得自由和享受外界生活。後來在殺手考試中被「黑」（洋子）殺死。
堂島明
瀨里和真希的父親，堂島株式會社社長。妻子過身後因為投入工作疏於陪伴兩名女兒，對於兩者犯下連續殺人案感到失望。天童組殲滅事件後，為了兌現對被女兒們殺害的武本恵梨香（たけもと えりか）等被害者的遺族的承諾，事先承包名古屋港水族館頂樓，假意接應透過羽黑梅杜莎們幫助越獄的瀨里和真希，三者在名古屋港水族館渡過短暫的快樂時光，最終明將姐妹倆帶領至水族館頂樓，任由被害者遺族追殺姐妹倆，於事後在附近的公園自殺謝罪。
邦裕
真聖教轄區的曾任學校教師兼籃球部顧問，山田麗香的兒子。個性善良且關懷學生，因為對教團抱有戒心，被教團視為不合作對象。在根津遊理剛轉進校園期間主動關切對方，反遭對方殺害。事後卡秋雅和麗香在根津的專屬空間發現了他的遺骨，被麗香領回住處。

## 出版書籍
| 卷數 | 講談社        | 講談社                 | 來源   | 台灣東販       | 台灣東販               | 來源   |
| 卷數 | 發售日期      | ISBN                   | 來源   | 發售日期       | ISBN                   | 來源   |
| ---- | ------------- | ---------------------- | ------ | -------------- | ---------------------- | ------ |
| 1    | 2017年6月6日  | ISBN 978-4-06-382979-2 | [ 19 ] | 2019年5月22日  | ISBN 978-986-511-003-1 | [ 4 ]  |
| 2    | 2017年8月4日  | ISBN 978-4-06-510073-8 | [ 20 ] | 2019年6月24日  | ISBN 978-986-511-030-7 | [ 21 ] |
| 3    | 2017年11月6日 | ISBN 978-4-06-510345-6 | [ 22 ] | 2019年7月24日  | ISBN 978-986-511-060-4 | [ 23 ] |
| 4    | 2018年3月6日  | ISBN 978-4-06-511101-7 | [ 24 ] | 2020年11月26日 | ISBN 978-986-511-521-0 | [ 25 ] |
| 5    | 2018年5月7日  | ISBN 978-4-06-511449-0 | [ 26 ] | 2021年7月12日  | ISBN 978-626-304-650-4 | [ 27 ] |
| 6    | 2018年8月6日  | ISBN 978-4-06-512412-3 | [ 28 ] | 2022年1月26日  | ISBN 978-626-329-078-5 | [ 29 ] |
| 7    | 2018年10月5日 | ISBN 978-4-06-513116-9 | [ 30 ] | 2022年9月28日  | ISBN 978-626-329-433-2 | [ 31 ] |
| 8    | 2019年1月4日  | ISBN 978-4-06-514215-8 | [ 32 ] | 2023年1月31日  | ISBN 978-626-329-621-3 | [ 33 ] |
| 9    | 2019年4月5日  | ISBN 978-4-06-515193-8 | [ 34 ] | 2023年3月29日  | ISBN 978-626-329-737-1 | [ 35 ] |
| 10   | 2019年7月5日  | ISBN 978-4-06-516368-9 | [ 36 ] | 2023年5月29日  | ISBN 978-626-329-816-3 | [ 37 ] |
| 11   | 2019年10月4日 | ISBN 978-4-06-517345-9 | [ 38 ] | 2023年7月26日  | ISBN 978-626-329-927-6 | [ 39 ] |
| 12   | 2020年2月6日  | ISBN 978-4-06-518491-2 | [ 40 ] | 2023年9月27日  | ISBN 978-626-379-016-2 | [ 41 ] |
| 13   | 2020年5月7日  | ISBN 978-4-06-519598-7 | [ 42 ] | 2024年4月29日  | ISBN 978-626-379-361-3 | [ 43 ] |
| 14   | 2020年8月5日  | ISBN 978-4-06-520459-7 | [ 44 ] | 2024年6月26日  | ISBN 978-626-379-465-8 | [ 45 ] |
| 15   | 2020年11月6日 | ISBN 978-4-06-521331-5 | [ 46 ] | 2024年7月29日  | ISBN 978-626-379-500-6 | [ 47 ] |
| 16   | 2021年2月5日  | ISBN 978-4-06-522280-5 | [ 48 ] | 2024年8月28日  | ISBN 978-626-379-523-5 | [ 49 ] |
| 17   | 2021年6月4日  | ISBN 978-4-06-523346-7 | [ 50 ] | 2024年9月26日  | ISBN 978-626-379-592-1 | [ 51 ] |
| 18   | 2021年8月5日  | ISBN 978-4-06-524345-9 | [ 52 ] | 2024年10月28日 | ISBN 978-626-379-638-6 | [ 53 ] |
| 19   | 2021年11月5日 | ISBN 978-4-06-525855-2 | [ 54 ] | 2024年12月26日 | ISBN 978-626-379-727-7 | [ 55 ] |
| 20   | 2022年2月4日  | ISBN 978-4-06-526832-2 | [ 56 ] | 2025年1月24日  | ISBN 978-626-379-756-7 | [ 57 ] |
| 21   | 2022年5月6日  | ISBN 978-4-06-527801-7 | [ 58 ] | 2025年4月25日  | ISBN 978-626-379-830-4 | [ 59 ] |
| 22   | 2022年8月5日  | ISBN 978-4-06-528794-1 | [ 60 ] | 2025年4月28日  | ISBN 978-626-379-891-5 | [ 61 ] |
| 23   | 2022年11月4日 | ISBN 978-4-06-529798-8 | [ 62 ] | 2025年5月28日  | ISBN 978-626-379-938-7 | [ 63 ] |
| 24   | 2023年3月6日  | ISBN 978-4-06-531062-5 | [ 64 ] |                |                        |        |
| 25   | 2023年6月6日  | ISBN 978-4-06-531977-2 | [ 65 ] |                |                        |        |
| 26   | 2023年9月6日  | ISBN 978-4-06-533011-1 | [ 66 ] |                |                        |        |
| 27   | 2023年12月6日 | ISBN 978-4-06-533929-9 | [ 67 ] |                |                        |        |
| 28   | 2024年2月6日  | ISBN 978-4-06-534609-9 | [ 68 ] |                |                        |        |
| 29   | 2024年4月5日  | ISBN 978-4-06-535366-0 | [ 69 ] |                |                        |        |
| 30   | 2024年6月6日  | ISBN 978-4-06-535824-5 | [ 70 ] |                |                        |        |
| 31   | 2024年8月6日  | ISBN 978-4-06-536539-7 | [ 71 ] |                |                        |        |
| 32   | 2024年11月6日 | ISBN 978-4-06-537448-1 | [ 72 ] |                |                        |        |
| 33   | 2025年2月6日  | ISBN 978-4-06-538458-9 | [ 73 ] |                |                        |        |
| 34   | 2025年6月6日  | ISBN 978-4-06-539943-9 | [ 74 ] |                |                        |        |

## 外部連結
- 《被惡魔附身的少女》漫畫官方網站（页面存档备份，存于）（日語）－週刊Young Magazine官方網站
- 《被惡魔附身的少女》漫畫的X（前Twitter）（日語）